# Vital'O Football Club
El Vital'O FC, es un equipo de fútbol de Buyumbura, Burundi. 
Fue fundado como Rwanda Sport FC a finales de los años 1950. Posteriormente cambió su nombre a ALTECO en 1971 y luego a Tout Puissant Bata en 1973. Más adelante, se fusionaron con el Rapid, por lo que cambiaron el nombre a Espoir, y luego finalmente se cambiaron de nombre a Vital'ô en 1975. Juega en la Primera División de Burundi.

## Palmarés
- Primera División de Burundi (21):

1971-72, 1979-80, 1980-81, 1981-82, 1983-84, 1984-85, 1986-87, 1990-91, 1994-95, 1996-97, 1998-99, 1999-00, 2000-01, 2006-07, 2007-08, 2009-10, 2010-11, 2012-13, 2015-16, 2015–16, 2023-24
- Copa de Burundi (13):

1982, 1985, 1986, 1988, 1989, 1991, 1993, 1994, 1995, 1996, 1997, 1999, 2018.
- Supercopa de Burundi (1):

2016
- Fue finalista en la edición de 1992 de la Recopa Africana (donde fueron vencidos por Africa Sports National de Costa de Marfil)

## Participación en competiciones de la CAF

### Liga de Campeones de la CAF
| Temporada | Ronda      | Club              | Casa | Visita | Global      |
| --------- | ---------- | ----------------- | ---- | ------ | ----------- |
| 1999      | 1          | 1º de agosto      | 2-1  | 1-1    | 3-2         |
| 1999      | 2          | Dynamos FC        | 0-2  | 0-1    | 0-3         |
| 2000      | Preliminar | Bata Bullets      | 4-0  | 1-0    | 5-0         |
| 2000      | 1          | Saint-George SA   | 2-2  | 2-1    | 4-3         |
| 2000      | 2          | Al-Ahly           | 2-1  | 0-3    | 2-4         |
| 2001      | 1          | Villa SC          | 1-2  | 2-2    | 3-4         |
| 2007      | Preliminar | Zamalek SC        | 4-0  | 1-1    | 5-1         |
| 2008      | Preliminar | Cotonsport Garoua | 0-1  | 0-1    | 0-2         |
| 2010      | Preliminar | Tiko United       | 2-2  | 2-2    | 4-4 (3-5 p) |
| 2011      | Preliminar | Cotonsport Garoua | 2-2  | 1-1    | 3-3 (a)     |
| 2013      | Preliminar | APR FC            | 0-1  | 2-1    | 2-2 (a)     |
| 2013      | 1          | Enugu Rangers     | 0-0  | 0-2    | 0-2         |
| 2016      | Preliminar | Lioli FC          | 1-0  | 1-2    | 2-2 (a)     |
| 2016      | 1          | Enyimba FC        | 2-1  | 1-5    | 3-6         |
| 2017      | Preliminar | CF Mounana        | 0-1  | 0-2    | 0-3         |
| 2024/25   | 1          | Young Africans SC | 0-4  | 0-6    | 0-10        |

### Copa Confederación de la CAF
| Temporada | Ronda      | Club          | Casa | Visita | Global |
| --------- | ---------- | ------------- | ---- | ------ | ------ |
| 2009      | Preliminar | Tourbillon FC | 1-0  | 0-4    | 1-4    |
| 2018/19   | Preliminar | New Star FC   | 1-4  | 0-0    | 1-4    |

### Copa Africana de Clubes Campeones
| Temporada | Ronda            | Club                   | Casa | Visita | Global  |
| --------- | ---------------- | ---------------------- | ---- | ------ | ------- |
| 1982      | Preliminar       | Rayon Sport FC         | 3-1  | 0-1    | 3-2     |
| 1982      | 1                | Green Buffaloes        | 0-0  | 0-2    | 0-2     |
| 1984      | 1                | Tonerre Yaoundé        | 1-0  | 0-3    | 1-3     |
| 1985      | Preliminar       | Ground Force           | 2-0  | 2-1    | 4-1     |
| 1985      | 1                | Scarlets Nakuru        | 1-0  | 1-2    | 2-2 (a) |
| 1985      | 2                | AS Sogara              | 3-1  | 1-1    | 4-2     |
| 1985      | Cuartos de final | Zamalek SC             | 1-0  | 2-5    | 3-5     |
| 1991      | 1                | Inter Club Brazzaville | 1-0  | 1-2    | 2-2 (a) |
| 1991      | 2                | Union Douala           | 0-0  | 0-2    | 0-2     |
| 1993      | 1                | Nakivubo Villa         | 2-1  | 0-1    | 2-2 (a) |

### Recopa Africana
| Temporada | Ronda            | Club                   | Casa  | Visita | Global      |
| --------- | ---------------- | ---------------------- | ----- | ------ | ----------- |
| 1983      | Preliminar       | Gor Mahia FC           | 1-2   | 3-0    | 4-2         |
| 1983      | 1                | Arab Contractors SC    | 0-0   | 1-6    | 1-6         |
| 1986      | Preliminar       | FC Petroleum           | 1-0   | 1-2    | 2-2 (a)     |
| 1986      | 1                | AFC Leopards           | 1-1   | 0-1    | 1-2         |
| 1987      | 1                | Interclube             | 2-0   | 1-1    | 3-1         |
| 1987      | 2                | Miembeni               | 3-1   | 1-0    | 4-1         |
| 1987      | Cuartos de final | Dragons FC de l'Ouémé  | 1-0   | 0-2    | 1-2         |
| 1989      | 1                | Etincelles FC          | 0-1   | 1-1    | 1-2         |
| 1990      | Preliminar       | Moneni Pirates         | 6-1   | 0-0    | 6-1         |
| 1990      | 1                | AS Kalamu              | 1-1   | 1-1    | 2-2 (5-3 p) |
| 1990      | 2                | East End Lions         | 2-0   | 0-0    | 2-0         |
| 1990      | Cuartos de final | Desportivo Maputo      | 2-1   | 0-1    | 2-2 (a)     |
| 1992      | 1                | BTM Antananarivo       | 2-0   | 0-2    | 2-2 (4-3 p) |
| 1992      | 2                | Power Dynamos FC       | w.o.1 | w.o.1  | w.o.1       |
| 1992      | Cuartos de final | ASDR Fatima            | 2-1   | 0-0    | 2-1         |
| 1992      | Semifinales      | Al-Merrikh SC          | 4-2   | 0-1    | 4-3         |
| 1992      | Final            | Africa Sports National | 1-1   | 0-4    | 1-5         |
| 1995      | 1                | AS Mangasport          | 2-0   | 1-2    | 3-2         |
| 1995      | 2                | DC Motema Pembe        | 1-0   | 0-2    | 1-2         |
| 1996      | 1                | CD Costa do Sol        | 0-1   | 2-3    | 2-4         |
| 1998      | Preliminar       | CD Elá Nguema          | 2-1   | 2-3    | 4-4 (a)     |
| 1998      | 1                | AS Dragons             | w.o.2 | w.o.2  | w.o.2       |

1- Power Dynamos abandonó el torneo.

2- Vital'O abandonó el torneo.

## Jugadores

### Jugadores destacados
- Malik Jabir
- Juma Mossi
- Maradona
- Saidi Ntibazonkiza
- Sutche Wembo Ndayisimiye

### Altas y bajas 2016–17
| Altas   | Altas    | Altas       | Altas | Altas |
| Jugador | Posición | Procedencia | Tipo  | Costo |
| ------- | -------- | ----------- | ----- | ----- |

| Bajas                     | Bajas          | Bajas        | Bajas     | Bajas        |
| Jugador                   | Posición       | Destino      | Tipo      | Costo        |
| ------------------------- | -------------- | ------------ | --------- | ------------ |
| Laudit Mavugo             | Delantero      | Simba        | Traspaso. | $100.000.    |
| Shaban Hussein Tchabalala | Delantero      | Amagaju      | Traspaso. | No revelado. |
| Shassir Nahimana          | Centrocampista | Rayon Sports | Traspaso. | $10.500.     |